# Thuận Nam
Thuận Nam là một xã thuộc tỉnh Khánh Hòa, Việt Nam.

## Lịch sử
Ngày 16 tháng 6 năm 2025, Ủy ban Thường vụ Quốc hội ban hành Nghị quyết số 1667/NQ-UBTVQH15 về việc sắp xếp các đơn vị hành chính cấp xã của tỉnh Khánh Hòa năm 2025 (nghị quyết có hiệu lực từ ngày 16 tháng 6 năm 2025). Theo đó, hợp nhất các xã Phước Nam, Phước Ninh và Phước Minh thành xã Thuận Nam.

## Địa lý
Xã Thuận Nam có ranh giới với các xã:
- Phía Bắc giáp các xã Phước Hữu và Ninh Phước
- Phía Nam giáp xã Cà Ná và tỉnh Lâm Đồng
- Phía Đông giáp xã Phước Dinh
- Phía Tây giáp xã Phước Hà

Xã có diện tích 140,81 km², dân số năm 2025 là 27.262 người, mật độ dân số đạt 194 người/km².